# Aeroportul Independence (Belize)
Aeroportul Independence (Belize) (IATA: INB, ICAO: MZSV) este un aeroport din Stann Creek District⁠(d), Belize ce deservește zona Independence and Mango Creek⁠(d).
Situat la o altitudine de 5 m, aeroportul dispune de o singură pistă.